# JR貨物EH500型電力機車

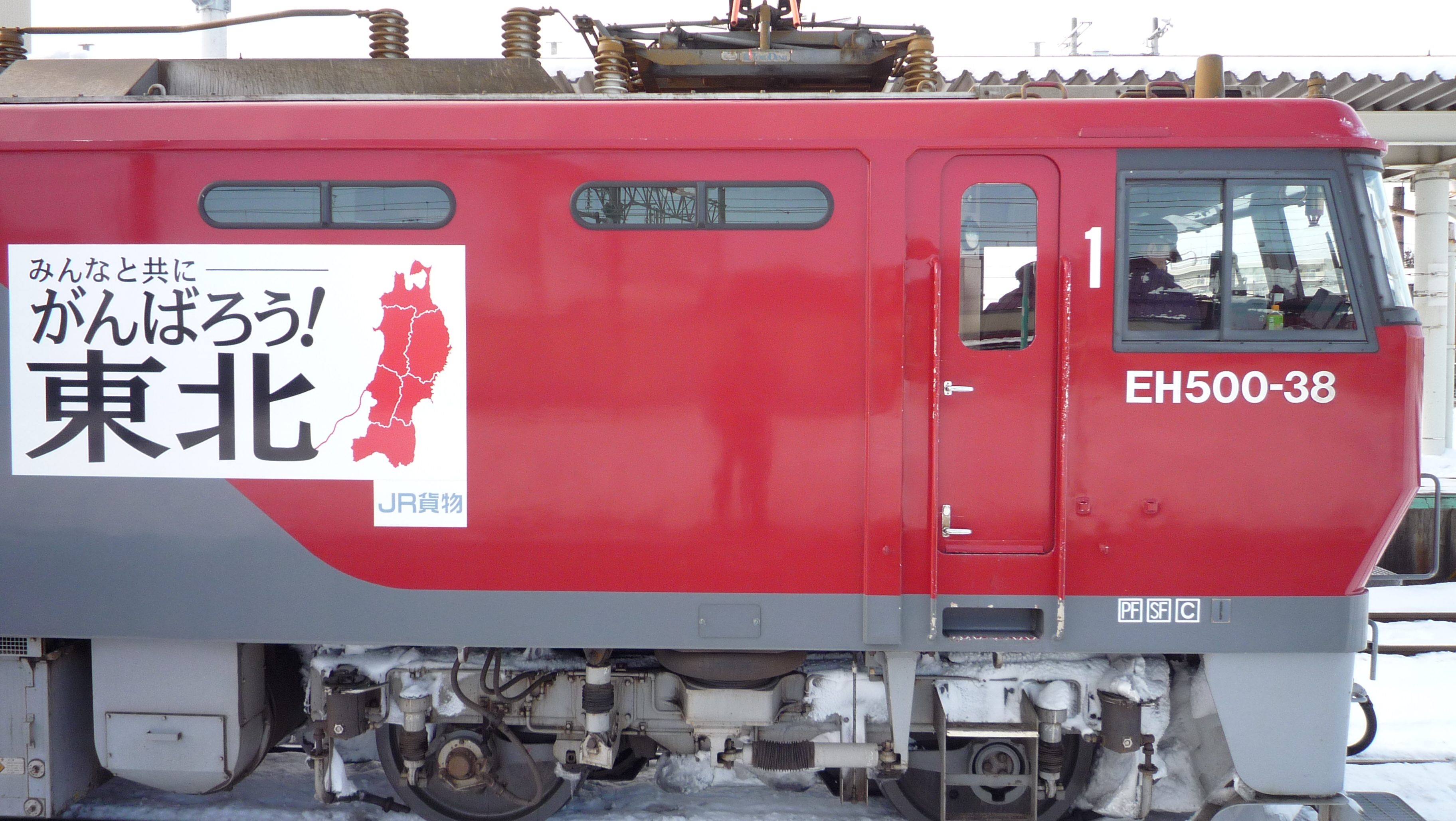
貼有「加油東北」的EH500-38

EH500型電力機車，是供日本貨物鐵道使用的交流傳動八軸電力機車，適用於交直流電化區段。
這款機車的暱稱為「ECO-POWER 金太郎」，以對應EF210型的暱稱「ECO-POWER 桃太郎」。

## 概要
這款機車使用雙節重聯設計，牽引逆變器使用了IGBT元件，整車最高輸出4,000 kW（每軸輸出500 kW），用作取代車齡漸高的ED75型及ED79型。首台試製車（EH500-901）於1997年由東芝廠房下線，至2000年起開始量產，編號由EH500-1起。
截至2010年年底，東芝共造出73台EH500型機車（量產車的最大號為72），當中2006年度及2007年度先後交付10台及9台。在2008年、2009年及2010年，東芝向JR貨物分別交付3輛、4輛及6輛新車。
截至2019年10月，EH500型電力機車一共生產了82台，其中70台配屬仙台綜合鐵道部（含實驗車901號），12台配屬門司機關區。仙台的EH500主要運用於東北本線、山手貨物線、常磐線、武藏野線、東海道貨物線（起點至相模貨物站為止），門司的EH500主要運用於山陽本線、鹿兒島本線（幡生-福岡貨物站）。

## 其他
東芝與中國大連機車合作研製的HXD3型（原稱DJ3，東芝稱為EL72）機車，也使用了EH500型作技術平台，但單軸輸出則提升至1,200 kW，外觀設計則改為與歐洲生產的電力機車相似的造型。

## 外部連結
- 官方產品資料 （英文）